# Fotoliptófono

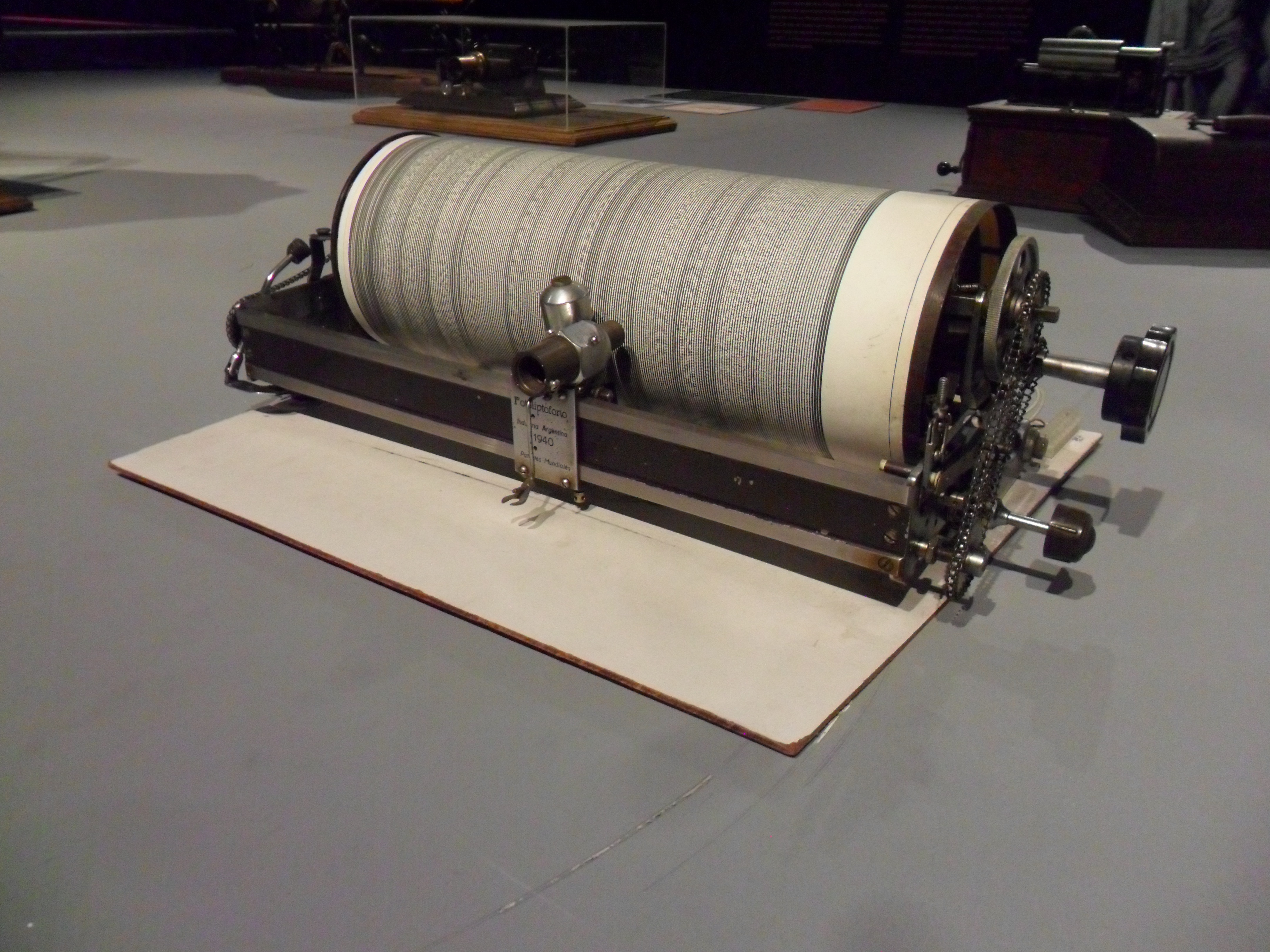
Fotoliptófono.

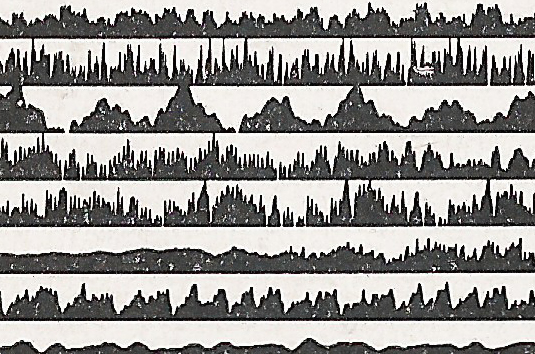
Detalle página sonora

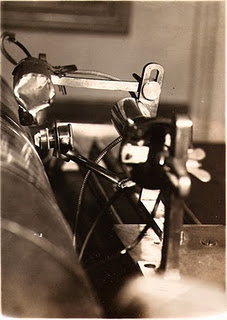
Cabezal del artefacto.

El fotoliptófono es un dispositivo óptico analógico que registra sonido audible en un soporte de papel, inventado por el ingeniero argentino Fernando Crudo.

## Historia
En un principio, Fernando Crudo había construido un aparato capaz de registrar el sonido, variaciones de presión que se producen y transportan por el aire. Esas variantes eran impresas con tinta común al papel. El fotoliptófono permite reproducir sonido en papel común sin necesidad de relieve alguno, una de las grandes ventajas era que no había roce entre el cabezal lector y el papel soporte, por lo tanto no existía desgaste. El sistema de grabación era caro, complejo y aparatoso, empleaba un proceso similar al del naciente cine sonoro. Pero la reproducción era mucho más simple, y la misma era posible con un equipo de reducidas dimensiones. Patentó el invento el 23 de noviembre de 1934. La primera patente concedida corresponde al 2 de febrero de 1931, con el número 35284 y el título de Nueva Reproducción Fonográfica. Se trataba de un sistema de grabación en papel con forma de
disco, en el que la información se imprimía por densidad variable (niveles de gris). Durante la década de 1930 obtuvo diversas patentes en Argentina y en otros 30 países.
El periódico francés Le Journal de París publicó el 15 de julio de 1933 una página entera dedicada al contenido de información sonora impresa en papel. Una de las páginas tenía algo más de dos minutos de sonido impreso en papel, o un "oscilograma" como se lo conoce. Se trata de la primera vez que se publicó algo así a través de un medio masivo. El contenido de la hoja era el tango "Bésame otra vez" interpretado por Osvaldo Fresedo, pieza inédita del músico, ya que no figura en su discografía.
Crudo tomó como punto de partida el sistema de registro del incipiente cine sonoro.
Para el proceso de grabación, utilizó una película fotosensible rectangular de grandes dimensiones (radiografías) que se enrollaba en un cilindro. Durante la grabación el cilindro gira y la cabeza grabadora genera variaciones de luz proporcionales a las variaciones de tensión provenientes del sonido que se captaba por el micrófono. Cuando el registro ya se encontraba concluido, se procedía al revelado de la película fotosensible. La imagen obtenida era impresa luego en papel.
Para reproducir el fotoliptograma, el sistema proyecta un haz de luz concentrado sobre el soporte (que podía ser cualquier papel, inclusive de periódico). Al girar el cilindro las franjas que forman la línea en espiral en el cilindro, son escaneadas progresivamente por el reflejo que genera el haz de luz. Estas reflexiones variables son captadas por una célula fotosensible transformándolas en variaciones de tensión eléctrica que posteriormente se amplifican para reproducir el sonido registrado en el papel.
Crudo tenía la intención de publicar música y discursos en los diarios. Durante el año 1936 tres diarios europeos distribuyeron páginas completas con información sonora producida con el fotoliptófono, generadas con el fin de publicitar el sistema. Estas páginas se publicaron en los periódicos Paris-Soir y Le Journal, de Francia el 15 de julio de 1933, y en el The Morning Post de Inglaterra, el 13 de noviembre del mismo año. El invento fue presentado también en algunos periódicos de España.